# Rousínov (Horní Jelení)
Rousínov je malá vesnice, část města Horní Jelení v okrese Pardubice. Nachází se asi 2,5 km na východ od Horního Jelení. V roce 2009 zde bylo evidováno 9 adres. V roce 2001 zde trvale žilo 12 obyvatel.
Rousínov leží v katastrálním území Dolní Jelení o výměře 14,86 km2.

## Galerie

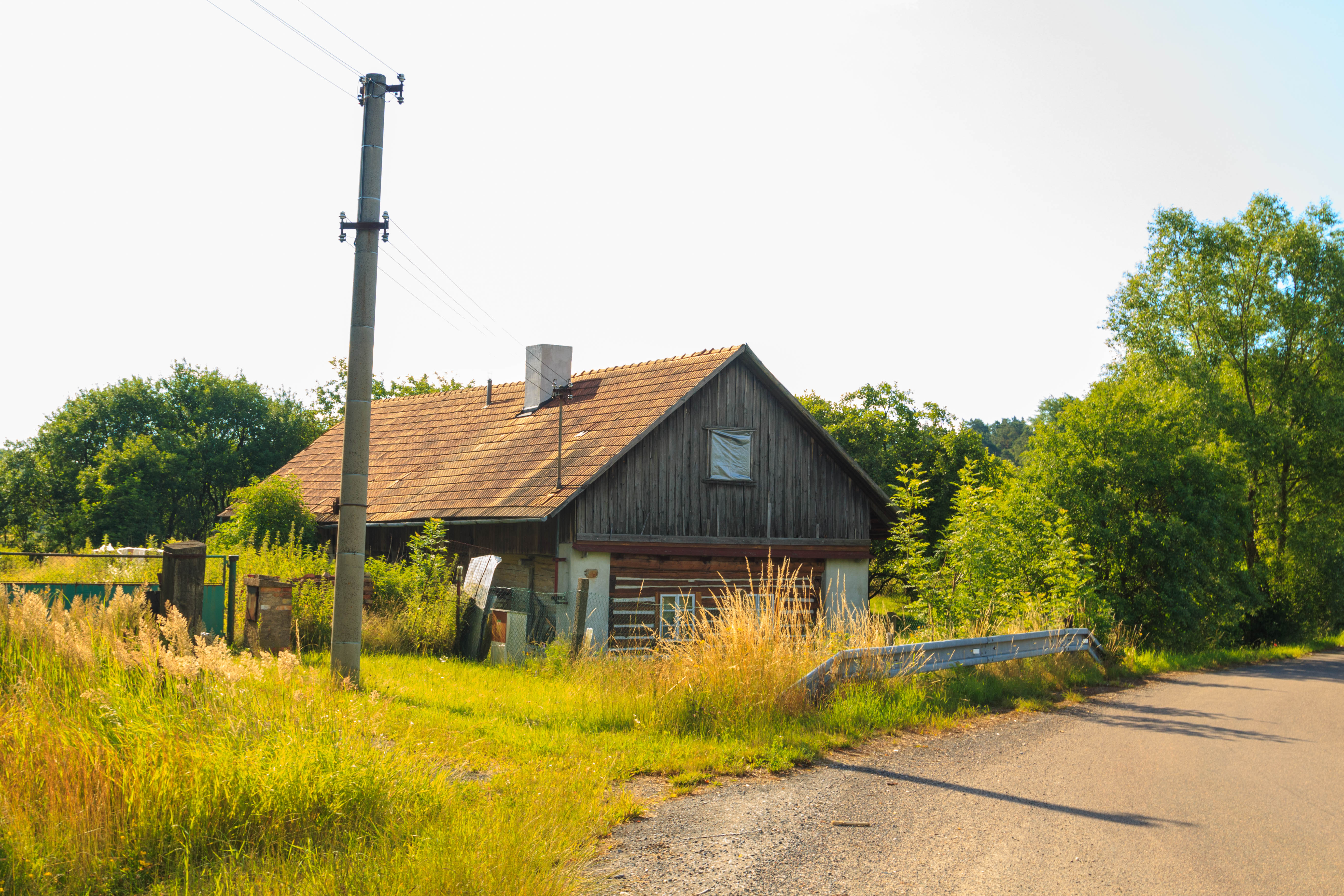
Rousínov u Horního Jelení čp. 10
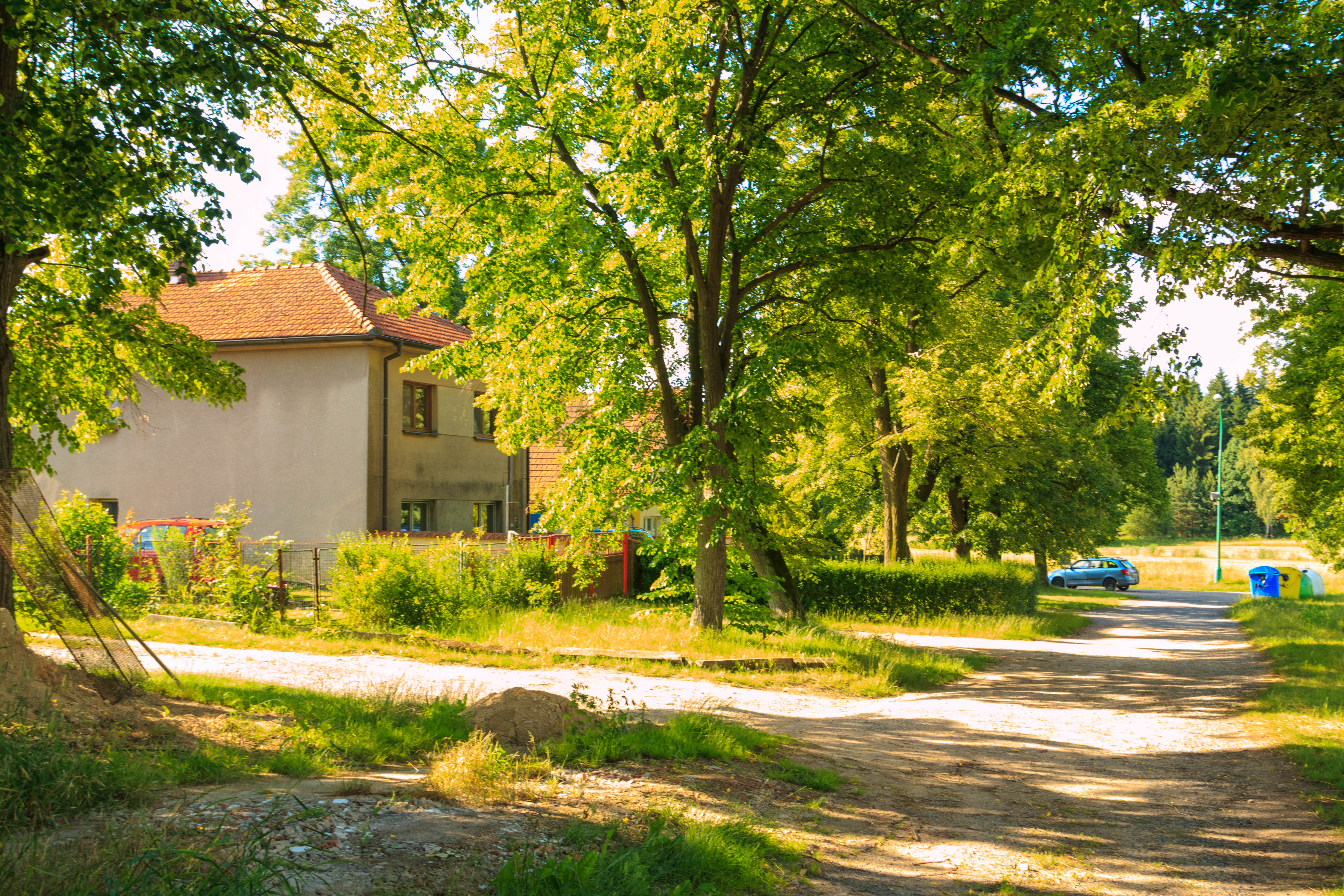
Rousínov u Horního Jelení čp. 6
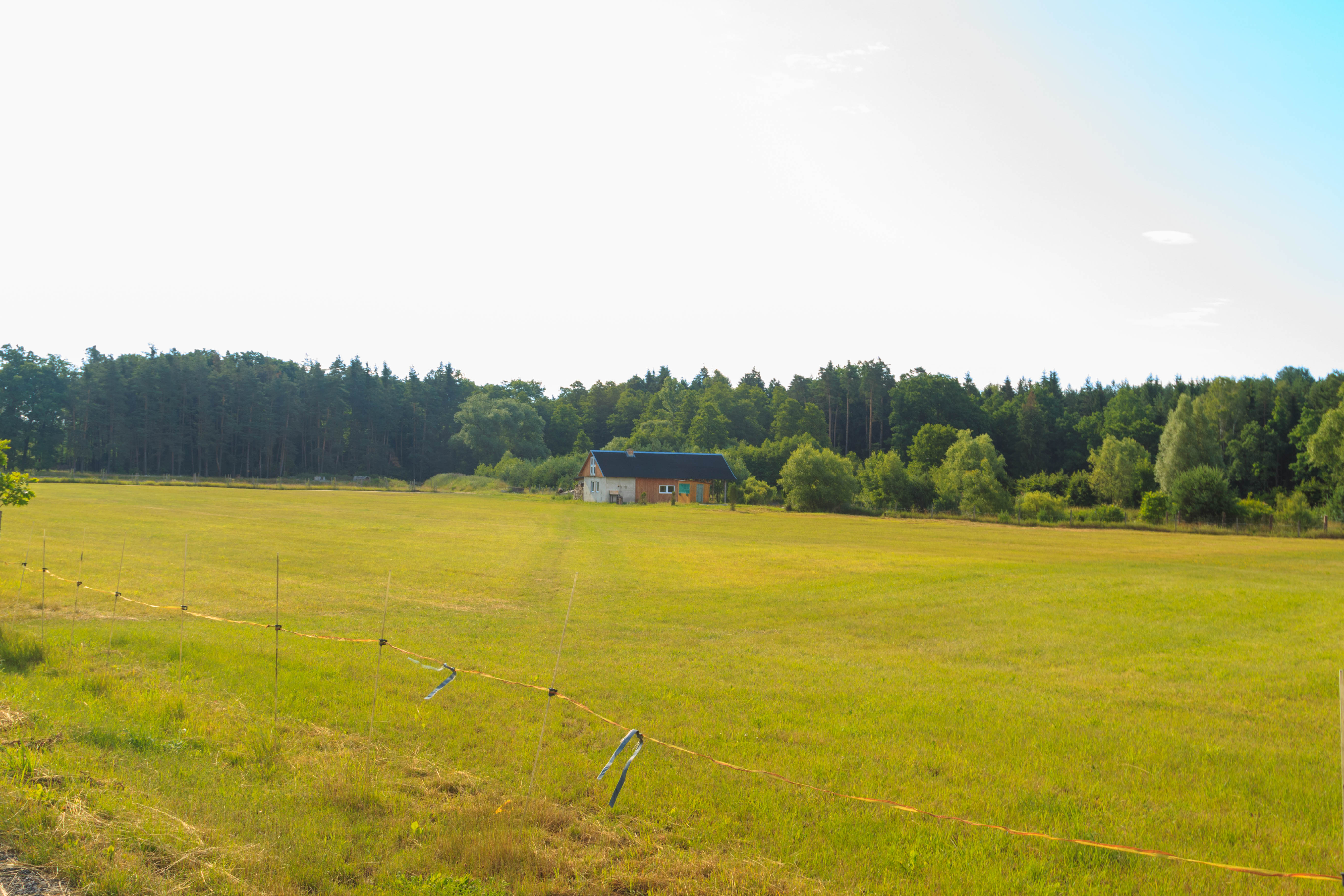
louky u Rousínova